# Алвару II (маніконго)
Алвару II (порт. Alvaro II) або Німі-а-Нканґа (кон. Nimi a Nkanga; 1565 — 9 серпня 1614) — чотирнадцятий маніконго центральноафриканського королівства Конго.

## Правління
Був одним з наймогутніших та найбільш визначних правителів Конго. Успадкував трон після смерті свого батька, Алвару I. Втім свої претензії на трон висунув і його брат, Бернарду. Обидва стягнули свої війська до столиці, міста Сан-Сальвадор, і домовились вирішити суперечку битвою, яку виграв Алвару.
Після сходження на престол перед Алвару II постала серйозна загроза — заворушення серед знаті, що завершились громадянською війною, яка тривала від 1590 до 1591 року. Задля відновлення повноти своєї влади Алвару був змушений визнати формальну незалежність Мігеля, графа Сойо. Щоб відзначити тих представників знаті, які бились на його боці, Алвару почав приймати їх у члени чернечо-лицарського ордену Христа. Попри те, що Португалія скаржилась папі на такі дії правителя Конго, оскільки в члени ордена міг приймати лише великий магістр, яким був португальський монарх, але така традиція в Конго збереглась до XIX століття.
За правління Алвару II центром дієцезії майбутнього Португальського Конго й Анголи стало місто Сан-Сальвадор. 1596 року було призначено першого єпископа тієї дієцезії. Втім, оскільки португальські монархи наполягали на праві релігійного покровительства, вони призначали власного єпископа. Це стало причиною постійної боротьби між португальськими єпископами та маніконго.
У той період відносини Конго з Португальською Анголою значно погіршились, через що Алвару II поскаржився на дії тамтешнього губернатора королю Іспанії, який відповідно до Іберійської унії на той час також правив і Португалією.
В 1604—1608 роках Алвару II відрядив до престолу папи Павла V свого посла.